# Karin, rimski car
Marcus Aurelius Carinus, Rimski car od 283. do lipnja 285., najstariji sin Rimskog cara Kara, kod preuzimnja carske vlasti bio je cezar zapadnog djela carstva. Nastavio je rat u Mezopotamiji kojeg je započeo njegov otac Kar. Tijekom pohoda navodno ga je ubio budući car Dioklecijan.

### Ostali projekti
|  | Zajednički poslužitelj ima stranicu o temi Karin |